# Robinson Jeffers

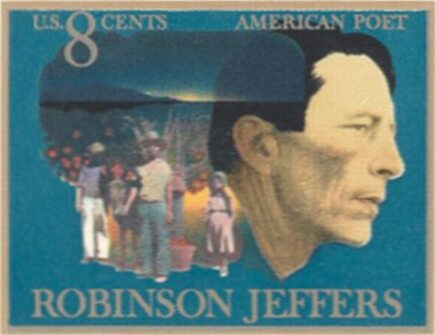
Robinson Jeffers.

Robinson Jeffers, född 10 januari 1887 i Pittsburgh, död 20 januari 1962 i Carmel, Kalifornien var en amerikansk poet, känd för sina verk om Kaliforniens kust.

## Biografi
Jeffers studerade skogsbruk och medicin i Zürich och vid amerikanska universitet. Från 1914 bodde han i Carmel-by-the-Sea.
Antiken och Bibeln är ofta återkommande motivkällor i hans blods- och våldspräglade lyrik, skådespel och versberättelser.  Större delen av hans poesi är skriven i klassiskt berättande och episk form. Idag är han också för sina korta strofer, och ses som en ikon inom miljörörelsen. Hans genombrott kom 1924 med diktsamlingen Tamars and other poems. Huvudverket är Roan Stallion, 1925.

## Citat
- "There is no reason for amazement: surely one always knew that cultures decay, and life's end is death" (The Purse-Seine, 1937)
- "Long live freedom and damn the ideologies" (The Stars Go over the Lonely Ocean 1940)
- "Corruption never has been compulsory; when the cities lie at the monster's feet there are left the mountains" (Shine, Perishing Republic, 1941)
- "I'd sooner, except the penalties, kill a man than a hawk" (Hurt Hawks, 1926)

## I svensk översättning
- Skänk ditt hjärta till hökarna, Robinson Jeffers; tolkning: Lars Nyström; efterskrift: Czesław Miłosz, Gammelstad:Hjärnstorm, 1984; Vännäs.